# Bergstraße 16 (Niederbrechen)

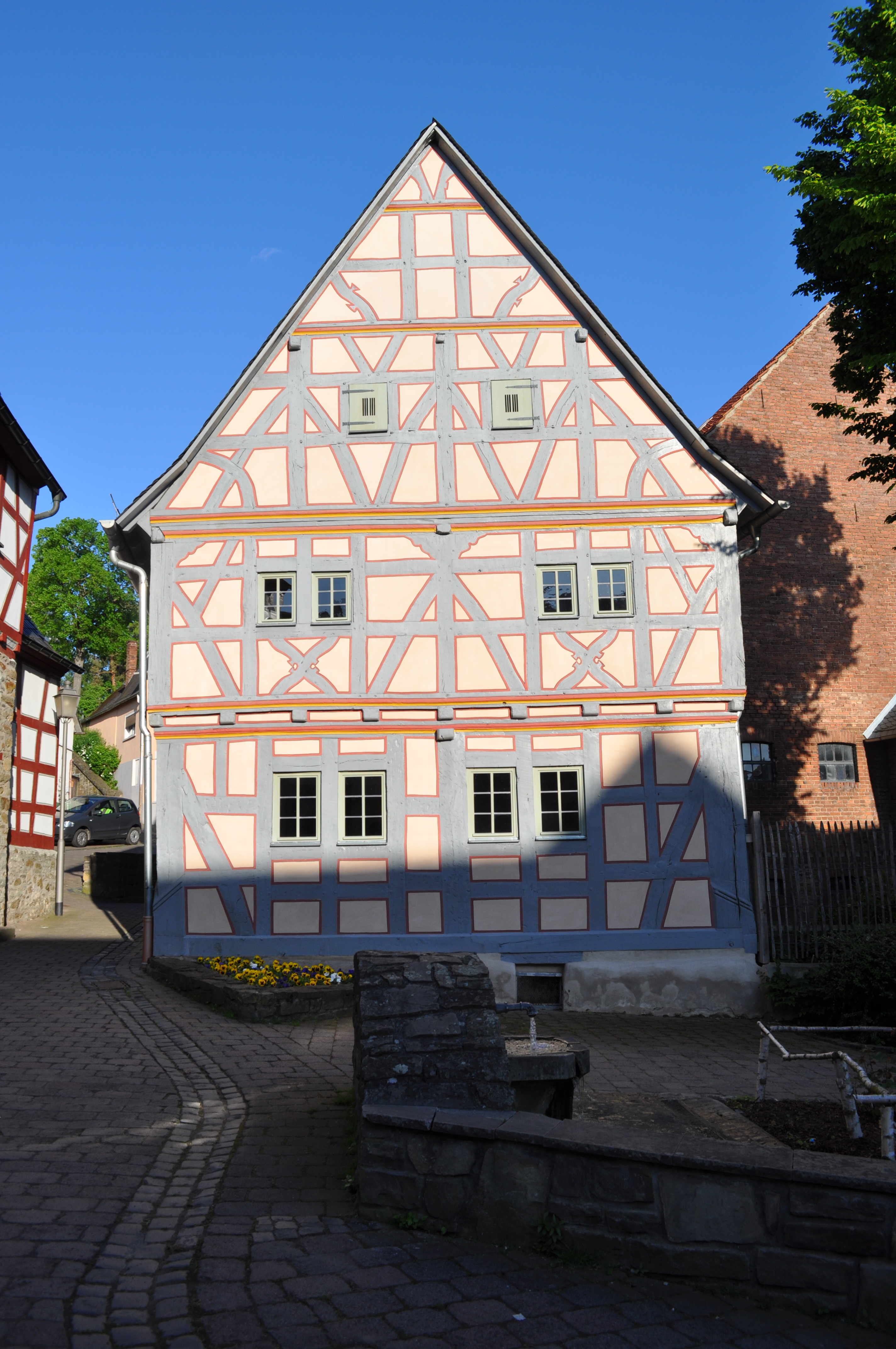
Gebäude Bergstraße 16 in Niederbrechen

Das Gebäude Bergstraße 16 in Niederbrechen, einem Ortsteil der Gemeinde Brechen im mittelhessischen Landkreis Limburg-Weilburg, wurde von 1695 bis 1705 errichtet. Das Fachwerkhaus ist ein geschütztes Kulturdenkmal.
Der zweigeschossige verputzte Sichtfachwerkbau mit ausgewogenen Proportionen hat einen allseitigen Geschossüberstand. Am ebenfalls leicht vorkragenden Giebel fallen die Mannfiguren und Andreaskreuze sowie die profilierte Schwelle auf.
Die Torfahrt an der Gasse wurde erst im 19. Jahrhundert eingefügt oder überbaut. 
Neben dem fast gleichzeitig errichteten Alten Rathaus ist das Fachwerkhaus Bergstraße 16 ein bestimmender Bau der Ortsmitte.